# Первомайский (Новоалександровский район)
Первома́йский — хутор в Новоалександровском районе (городском округе) Ставропольского края России. Находился в составе муниципального образования «Сельское поселение Григорополисский сельсовет» (упразднено 1 мая 2017 года).

## География
Расстояние до краевого центра: 84 км. Расстояние до районного центра: 16 км.

## История
Образован 9 мая 1925 года

## Население
| 1989 | 2002 | 2010 | 2014 | 2023 |
| ---- | ---- | ---- | ---- | ---- |
| 277  | ↗357 | ↘327 | ↘300 | ↘240 |

По данным переписи 2002 года, 90 % населения — русские.

## Кладбище
В границах хутора расположено общественное открытое кладбище площадью 6 тыс. м².